# Begonia metallicolor
Espèce
Begonia metallicolor est une espèce de plantes de la famille des Begoniaceae. Ce bégonia à tiges érigées ou retombantes, originaire de Sarawak, sur l'île de Borneo, en Asie tropicale, a été décrit en 2017.

## Description
C'est une plante vivace et monoïque. Ce bégonia très coloré est caractérisé par un feuillage allongé et asymétrique, légèrement gaufré entre les nervures, entièrement rouge au revers, mais d'un vert nuancé de rouge en surface avec des reflets irisés d'un bleu-vert métallique intense. Les tiges sont d'un rouge écarlate et font entre 10 et 30 cm de haut. Les courtes inflorescences portent de discrètes fleurs roses à cœur jaune, dont le revers est moucheté de rouge, de même que le fruit de section triangulaire.  

## Répartition géographique
Cette espèce est originaire du pays suivant : Malaisie, état du Sarawak situé en Malaisie orientale. Il est endémique du Sarawak.

## Classification
Begonia metallicolor fait partie de la section Petermannia du genre Begonia, famille des Begoniaceae.
L'espèce a été décrite en 2017 par les botanistes Che Wei Lin et Ching I Peng. L'épithète spécifique metallicolor est une référence aux reflets bleu-vert métallisé à la surface des feuilles.
Publication originale : (en) Lin et al.: Eleven new species of Begonia from Sarawak, Taiwania Vol. 62, No. 3, September 2017. DOI: 10.6165/tai.2017.62.219.